# Dubiaranea congruens
Dubiaranea congruens là một loài nhện trong họ Linyphiidae. Loài này được phát hiện ở Ecuador.